# Anabela Caiovo Gunga
Anabela Caiovo Gunga é uma professora e política angolana. Filiada ao Movimento Popular de Libertação de Angola (MPLA), é deputada de Angola pela província de Bié desde 28 de setembro de 2017.
Gunga licenciou-se em psicologia. Trabalhou como professora e exerceu diversos cargos no funcionalismo público de sua província, incluindo: secretária municipal, professora e inspetora da educação, diretora provincial de energia e água e diretora provincial da família e promoção da mulher.